# 毛状雲

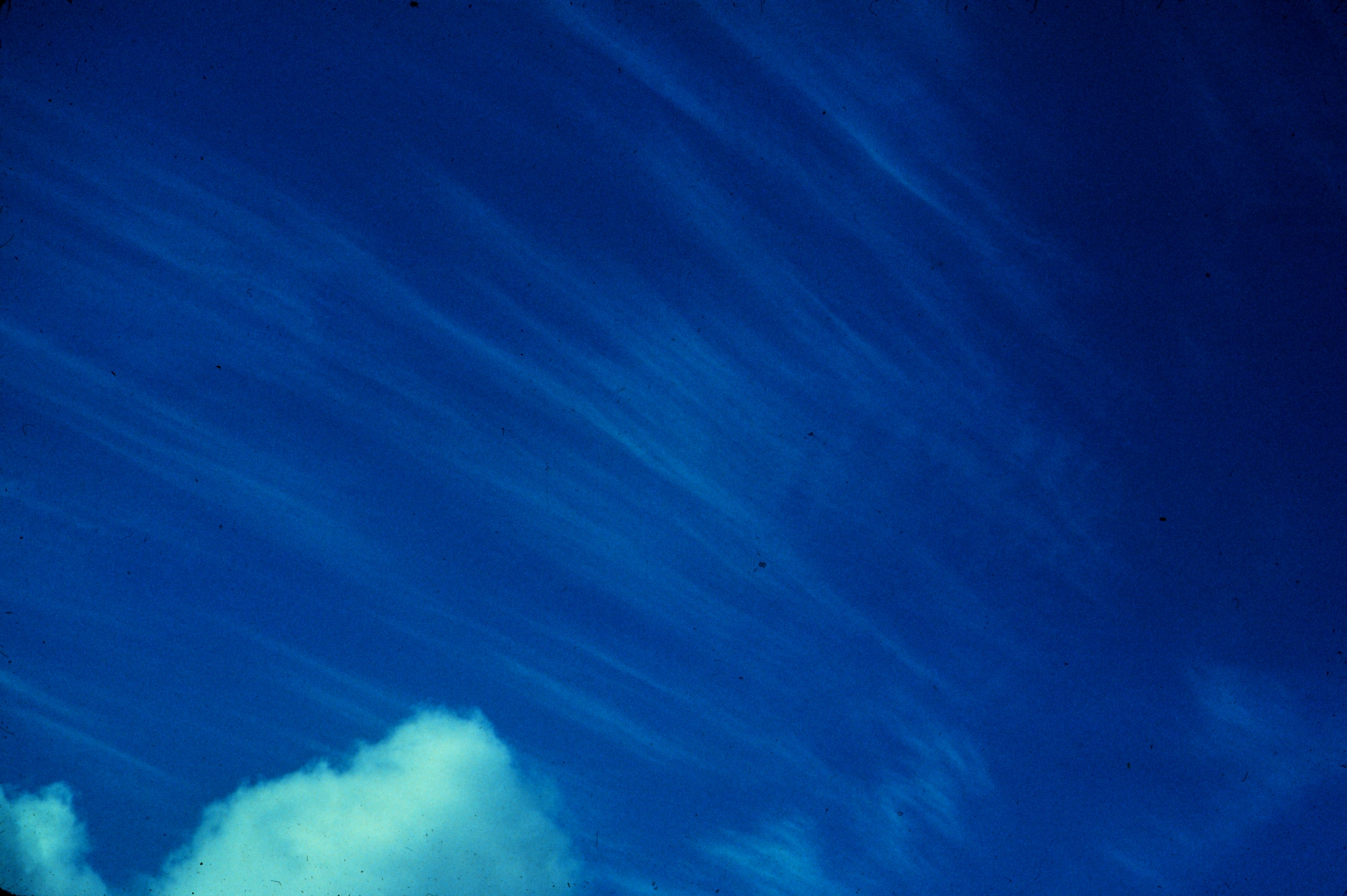
毛状巻雲

毛状雲（もうじょううん、ラテン語学術名:fibratus、略号:fib）とは、巻雲や巻層雲にみられる雲種の1つ。毛や繊維のように細いすじ状で、すじの先端がまっすぐか、少し曲がっておりすじ同士が交差していることが特徴。巻雲の場合は毛状巻雲、巻層雲の場合は毛状巻層雲と呼ぶことがある。毛状巻層雲は毛状巻雲から変化する場合があり、稀に濃密巻雲から変化する場合がある。
すじの先端がフックのように曲がっている場合は鉤状雲、同じく丸まり塊のようになっている場合は房状雲となる。
"fibratus"はラテン語で「繊維のような」を意味する。
多くの場合毛状雲は、対流圏の高いところに吹く強風に煽られるため、同じ場所にとどまることが無く、形が変わりやすい。